# Eclipta anoguttata
Eclipta anoguttata là một loài bọ cánh cứng thuộc họ Xén tóc. Loài này được Bates mô tả năm 1873.